# Gemenele
Gemenele je rumunská obec v župě Brăila. V roce 2011 zde žilo 1 819 obyvatel. Obec se skládá ze dvou částí.

## Části obce
- Gemenele – 1 628 obyvatel
- Găvani – 191 obyvatel